# Graft-De Rijp
Pour les articles homonymes, voir Graft (homonymie).
Graft-De Rijp  est une ancienne commune néerlandaise dans la province de la Hollande-Septentrionale.
Elle était constituée des villes, villages et/ou districts de De Rijp, Graft, Markenbinnen, Noordeinde, Oost-Graftdijk, Starnmeer, West-Graftdijk.